# 라이쥔푸
라이쥔푸(중국어: 赖均辅, 병음: Lai Junfu, 한자음: 뢰균보, 2002년 4월 8일 ~ )는 중화민국의 바둑 기사이다. 타이베이시 출신으로 대만기원 소속의 9단이다.

## 경력
2009년 처음 바둑에 입문하였고, 아마추어로 제43회 관음배 6, 7단조에 출전하여 준우승을 차지했다. 제36회 세계 바둑 챔피언대회에서 3위를 기록했고 제32회 세계청소년바둑대회 청년조에서 준우승을 했다. 타이중의장배 우승을 했다. 2016년 1월 프로바둑에 입단했고, 같은해 11월 2단으로 승단했다. 2018년 신인왕전에서 준우승을 했다. 2019년 제7회 합천군 초청 한ㆍ중ㆍ일ㆍ대 영재바둑대결에서 문민종에게 패배해 탈락했다. 2020년 제12회 하이펑배 프로바둑 토너먼트에서 우승을 차지하여 5단으로 승단했다.